# Ватерлоо (Небраска)
Ватерлоо (англ. Waterloo) — селище (англ. village) в США, в окрузі Дуглас штату Небраска. Населення — 935 осіб (2020).

## Географія
Ватерлоо розташоване за координатами 41°17′8″ пн. ш. 96°17′6″ зх. д. / 41.28556° пн. ш. 96.28500° зх. д. (41.285569, -96.285055).  За даними Бюро перепису населення США в 2010 році селище мало площу 1,67 км², уся площа — суходіл.

## Демографія
Згідно з переписом 2010 року, у селищі мешкало 848 осіб у 337 домогосподарствах у складі 229 родин. Густота населення становила 508 осіб/км².  Було 359 помешкань (215/км²).
Расовий склад населення:
| - 95,9 % — білих - 1,2 % — корінних американців - 0,6 % — чорних або афроамериканців - 1,1 % — осіб інших рас |

До двох чи більше рас належало 1,3 %. Частка іспаномовних становила 6,5 % від усіх жителів.
За віковим діапазоном населення розподілялося таким чином: 26,7 % — особи молодші 18 років, 60,8 % — особи у віці 18—64 років, 12,5 % — особи у віці 65 років та старші. Медіана віку мешканця становила 38,9 року. На 100 осіб жіночої статі у селищі припадало 99,1 чоловіків;  на 100 жінок у віці від 18 років та старших — 93,2 чоловіків також старших 18 років.
Середній дохід на одне домашнє господарство  становив 64 369 доларів США (медіана — 54 792), а середній дохід на одну сім'ю — 68 554 долари (медіана — 60 833). Медіана доходів становила 44 444 долари для чоловіків та 31 736 доларів для жінок. За межею бідності перебувало 8,8 % осіб, у тому числі 10,6 % дітей у віці до 18 років та 3,9 % осіб у віці 65 років та старших.
Цивільне працевлаштоване населення становило 538 осіб. Основні галузі зайнятості: освіта, охорона здоров'я та соціальна допомога — 17,1 %, мистецтво, розваги та відпочинок — 14,1 %, виробництво — 11,5 %, будівництво — 10,2 %.